# Camí de la Masia de Claveral
El Camí de la Masia de Claveral és un camí del terme municipal de Castell de Mur, a l'antic terme de Mur, al Pallars Jussà. Recorre terres de l'antic poble de Puigmaçana.
Arrenca del Camí de Puigmaçana cap al sud-oest, i en un curt recorregut totalment pla de 200 metres mena a la Masia de Claveral.
Pren el nom de la Masia de Claveral, que és on mena aquest camí.